# Звезда (хоккейный клуб, Москва)
«Звезда» — хоккейная команда из Москвы, фарм-клуб московского ЦСКА. До конца сезона 2017/18 базировалась в городе Чехов Московской области. «Звезда» дебютировала в ВХЛ в сезоне 2015/16.

## История
28 мая 2015 года ООО «ПХК ЦСКА» было официально принято в члены ВХЛ. 1 июля 2015 было сообщено, что главным тренером «Звезды» станет Сергей Герсонский. По итогам дебютного сезона команда заняла 21-е место из 26 команд ВХЛ.
В сезоне 2016/2017 команда из Чехова показала результат лучше, заняв по итогам регулярного чемпионата 14 место. На стадии плей-офф чеховчане встречались с хоккейным клубом «Сарыарка» из Казахстана, уступив в серии из пяти игр со счетом 1:4. В сезоне 2017/2018 команда заняла 11 место в регулярном чемпионате, а в 1/8 финала плей-офф уступила 0:4 Курганскому "Зауралью"

## Достижения
Чемпионат России (ВХЛ)
- Кубок Шелкового пути: 2019/2020
- Регулярный чемпионат: 2019/2020

## Главные тренеры команды
- Герсонский Сергей Рафаэльевич (2015 — 2016)
- Ерофеев Дмитрий Евгеньевич (2016 — 2017)
- Миронов Борис Олегович (2017 — 2018)
- Чебатуркин, Владимир Александрович (2018 — 2021)
- Михайлов, Егор Борисович (2021 — 2023)
- Хасанов, Ринат Равильевич (2023 — н.в.)